# Мирољуб Турајлија
Мирољуб Турајлија (Нови Сад, 17. фебруар 1980) српски је позоришни, телевизијски, филмски и гласовни глумац.

## Биографија
Рођен је 1980. године у Новом Саду, где је завршио гимназију као вуковац. Полагао је пријемни и на академији уметности и на природном математичком факултету. Иако је на оба примљен, на буџету, други никада није похађао. Дипломирао је на академији уметности, у класи Михаила Јанкетића. После треће године, 2001, када је имао двадесет једну годину, запослио се у позоришту на Теразијама. Стални члан драмског ансамбла је од 2007. године. У Њујорку, у престижној летњој плесној школи Jacob’s Pillow, усавршавао се као први стипендиста Чета Вокера са балерином Милицом Павловић.
Добитник је више признања за позоришно стваралаштво. Позајмио је глас великом броју јунака анимираних филмова. Поред улога у сталном репретоару Позоришта на Теразијама, Турајлија игра и у приватним продукцијама те дечјим позориштима „Чарапа”, „Театрић” и „Пуж”.

## Каријера
Турајлија је био део ансамбла представе Еуропејци која се изводила у суботичком Народном позоришту. Каријеру у Позоришту на теразијама започео је улогом у представи Бриљантин чија је премијера била 2001. године. Од исте сезоне заиграо је и у комаду Др уместо Миленка Заблаћанског, а затим се прикључио ансамблу Лутке са насловне стране као алтернација. Касније је добијао улоге у поделама наслова Пољуби ме, Кејт, Поп Ћира и поп Спира, Цигани лете у небо, Корус лајн, Учене жене, Хероји, Чикаго, La Capinera, Свадба у купатилу и Кабаре. У међувремену је дебитовао и на телевизији. Појавио се у обе сезоне телевизијске серије Стижу долари, где је тумачио улогу новинара Маринковића. Имао је епизодно учешће у серији Идеалне везе, а у пројекту Љубав, навика, паника тумачио је два различита лика. Такође је играо у епизодама серија М(ј)ешовити брак, Агенција за СИС и Премијер које су се приказивале током 2007. Поред матичне куће остварио је премијере у Културном центру Чукарице те Позоришту Славија, док је за улогу у представи Пасторала проглашен глумцем вечери на фестивалу у Шапцу. Заиграо је и у Српском народном позоришту, у представи Ћелава певачица. На Теразијама је потом играо низ улога. Лик Камућа Камашне у мјузиклу Неки то воле вруће преузео је од Драгана Вујића. Запажене улоге остварио је у мјузиклима Продуценти, Зона Замфирова, Женидба и удадба и Мистер Долар за коју је добио годишњу награду Позоришта на Теразијама. Играо је у изведбама представа Спамалот и Кафана Балкан, независних продукција. Крајем 2019. проглашен је лауреатом новоустановљене Награде Јанош Тот, коју је добио за улогу Андерлинга, у мјузиклу Бродвејске враголије. У телевизијском пројекту Неки бољи људи припала му је улога Недељка, наставника ликовног. За њега је, потом, писана улога Добрице Пилетића у теленовели Игра судбине која је уведена од треће сезоне. Нашао се и у подели филма Ако киша не падне.

## Улоге

### Позоришне представе
| Наслов                      | Улога                                          | Редитељ                          | Позориште                                       | Премијера          |
| --------------------------- | ---------------------------------------------- | -------------------------------- | ----------------------------------------------- | ------------------ |
| Др                          | Милорад (од 2001, уместо Миленка Заблаћанског) | Радослав Златан Дорић            | Позориште на Теразијама                         | 11. јун 1994.      |
| Лутка са насловне стране    | Фоторепортер (алтернација Срђану Јовановићу)   | Михаило Вукобратовић             | Позориште на Теразијама                         | 20. новембар 1999. |
| Еуропејци                   |                                                | Жанко Томић                      | Народно позориште Суботица                      | 12. април 2001.    |
| Бриљантин                   | Дуди                                           | Михаило Вукобратовић             | Позориште на Теразијама                         | 7. децембар 2001.  |
| Пољуби ме, Кејт             | Хортензио                                      | Димитрије Јовановић              | Позориште на Теразијама                         | 23. децембар 2002. |
| Поп Ћира и поп Спира        | Шаца                                           | Југ Радивојевић                  | Позориште на Теразијама                         | 10. октобар 2003.  |
| Да је Мића прао руке        |                                                | Ана Радивојевић                  | Културни центар Чукарица                        | 6. март 2004.      |
| Цигани лете у небо          | Буча                                           | Владимир Лазић                   | Позориште на Теразијама                         | 17. април 2004.    |
| Згази ме                    | Вучина                                         | Југ Радивојевић                  | Позориште Славија                               | 28. април 2004.    |
| A Chorus Line               | Боби                                           | Михаило Вукобратовић             | Позориште на Теразијама                         | 26. октобар 2005.  |
| Учене жене                  | Трисотен                                       | Јагош Марковић                   | Позориште на Теразијама                         | 2. децембар 2005.  |
| Хероји                      | Франц                                          | Славенко Салетовић               | Позориште на Теразијама                         | 18. мај 2006.      |
| Чикаго                      | Церемонијал мајстор                            | Кокан Младеновић                 | Позориште на Теразијама                         | 19. октобар 2006.  |
| Неки то воле вруће          | Камућо Камашна (премијерно играо Драган Вујић) | Светислав Гонцић Раде Марјановић | Позориште на Теразијама                         | 9. фебруар 2007.   |
| La Capinera                 | Наратор                                        | Микеле Мерола                    | Позориште на Теразијама                         | 13. април 2007.    |
| Свадба у купатилу           | Војводић                                       | Саша Габрић                      | Позориште на Теразијама                         | 26. април 2007.    |
| Пасторала                   |                                                | Милорад Милинковић               |                                                 | 2007.              |
| Кабаре                      | Ернст Лудвиг                                   | Чет Вокер                        | Позориште на Теразијама                         | 18. децембар 2007. |
| Ћелава певачица             | Као господин Мартин                            | Јелена Балашевић                 | Српско народно позориште                        | 10. децембар 2009. |
| На слово, на слово          | Остоја                                         | Даријан Михајловић               | Позориште на Теразијама                         | 17. април 2010.    |
| Ради ми свашта              |                                                | Владимир Лазић                   | Позориште Славија                               | 23. октобар 2010.  |
| Продуценти                  | Кармен Гиа                                     | Југ Радивојевић                  | Позориште на Теразијама                         | 26. фебруар 2011.  |
| Под сјајем звезда           |                                                | Михаило Вукобратовић             | Позориште на Теразијама                         | 27. децембар 2011. |
| Зона Замфирова              | Поте                                           | Кокан Младеновић                 | Позориште на Теразијама                         | 9. новембар 2012.  |
| Женидба и удадба            | Проводаџија                                    | Владимир Лазић                   | Позориште на Теразијама                         | 8. новембар 2013.  |
| Спамалот                    | Сер Бедевир, Мајка Сер Галахада                | Радослав Миленковић              | Сава центар                                     | 22. новембар 2015. |
| Мистер Долар                | Сима Јеремић                                   | Владимир Лазић                   | Позориште на Теразијама                         | 10. фебруар 2017.  |
| Кафана Балкан               | Богдан                                         | Ирфан Менсур                     | Дом синдиката у Београду (касније Академија 28) | 27. март 2017.     |
| Снежна краљица и Деда Мраз  | Кловн Буболино                                 | Ана Здравковић                   | Опера и театар Мадленијанум                     | 14. децембар 2017. |
| Рођендан краљице Гу-Гу      | Лорд Алберт                                    | Ана Здравковић                   | Позориште „Пуж”                                 | 12. април 2019.    |
| Бродвејске враголије        | Андерлинг                                      | Небојша Брадић                   | Позориште на Теразијама                         | 5. октобар 2019.   |
| Флешденс                    | Хари                                           | Владан Ђурковић                  | Позориште на Теразијама                         | 19. новембар 2021. |
| Вече мјузикла на Теразијама |                                                | Даријан Михајловић               | Позориште на Теразијама                         | 19. мај 2023.      |

### Филмографија
|                   | 2000▼ | 2010▼ | 2020▼ | Укупно |
| ----------------- | ----- | ----- | ----- | ------ |
| Дугометражни филм | 0     | 0     | 1     | 1      |
| ТВ филм           | 0     | 0     | 0     | 0      |
| ТВ серија         | 7     | 7     | 2     | 16     |
| Кратки филм       | 0     | 0     | 0     | 0      |
| Укупно            | 7     | 7     | 3     | 17     |

| Год.       | Назив                          | Улога                                  |
| ---------- | ------------------------------ | -------------------------------------- |
| 2000-е▲    |                                |                                        |
| 2004—2006. | Стижу долари (серија)          | Маринковић, новинар ревије „Свет чуда” |
| 2005.      | Идеалне везе (серија)          | Млади глумац                           |
| 2005–2007. | Љубав, навика, паника (серија) | Чедомиљ / Роки Станић                  |
| 2007.      | М(ј)ешовити брак (серија)      | Живадин Бандека „Цицко”                |
| 2007.      | Агенција за СИС (серија)       | Васа                                   |
| 2007.      | Премијер (серија)              | Саша, саветник за односе с јавношћу    |
| 2007.      | Шумска школа (серија)          | глас                                   |
| 2010-е▲    |                                |                                        |
| 2010.      | Куку, Васа (серија)            |                                        |
| 2010.      | Шесто чуло (серија)            | Мирко Станић                           |
| 2011.      | Певај, брате! (серија)         | Саша Фабијани                          |
| 2012.      | Бела лађа (серија)             |                                        |
| 2014.      | Европа, бре! (серија)          | Продавац на пијаци                     |
| 2016.      | Сумњива лица (серија)          | Политичар 4                            |
| 2019.      | Нек иде живот (серија)         | Верољуб                                |
| 2020-е▲    |                                |                                        |
| 2020.      | Неки бољи људи (серија)        | Недељко                                |
| 2022-2025. | Игра судбине (серија)          | Добрица Пилетић                        |
| 2023.      | Ако киша не падне              | Фризер Дача                            |

### Синхронизације
| Година | Назив                              | Улога              |
| ------ | ---------------------------------- | ------------------ |
|        | Пепа Прасе                         | више улога         |
| 2008.  | Мадагаскар 2: Бег у Африку         | Мејсон             |
| 2016.  | Ледено доба: Велики удар           | Шангри Лама        |
| 2018.  | Зец Петар                          | Прасенце Фињаковић |
| 2018.  | Кондорито – Авантура у свемиру     |                    |
| 2018.  | Петар Пан и магична књига недођије |                    |
| 2019.  | Табалуга                           |                    |
| 2019.  | Породица Адамс                     |                    |
| 2021.  | Породица Адамс 2                   | Волас Мастела      |

## Награде и признања
| Година | Остварење            | Награда                                                                                            |
| ------ | -------------------- | -------------------------------------------------------------------------------------------------- |
|        | Чикаго               | Годишња награда Позоришта на Теразијама                                                            |
| 2007.  | Пасторала            | Глумац вечери на фестивалу у Шапцу                                                                 |
| 2007.  | La Capinera          | Члан ансамбла представе који је колективно добио Годишњу награду Позоришта на Теразијама           |
| 2008.  |                      | Захвалница за допринос раду Позоришта на Теразијама                                                |
| 2011.  | Ради ми свашта       | Награда за најбољу мушку улогу 16. Међународном фестивалу малих сцена - монодрама Републике Српске |
| 2017.  | Мистер Долар         | Годишња награда Позоришта на Теразијама за улогу Симе Јеремића                                     |
| 2019.  | Бродвејске враголије | Новоустановљена Награда „Јанош Тот” за глумачку бравуру у улози Андерлинга                         |
| 2021.  |                      | Захвалница за посебан допринос раду Позоришта на Теразијама                                        |

## Галерија
- Фотографије Позоришта на Теразијама
- Женидба и удадба
- Чикаго
- Продуценти
- Кабаре
- Зона Замфирова